# Mitilanotherium
Mitilanotherium − wymarły rodzaj ssaków z rodziny żyrafowatych. Był średniej wielkości w porównaniu z krewniakami. Posiadało wydłużoną czaszkę i długie różki, a także długie kości kończyn.

## Gatunki

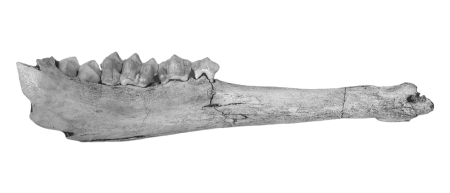
Żuchwa Mitilanotherium

- Mitilanotherium inexpectatum (De Vos et al. (2002)